# Vít Mandík
Vít Mandík (* 1. listopadu 1968) je český politik a ekonom, v letech 2010 až 2014 primátor města Ústí nad Labem, člen ČSSD.

## Život
Vystudoval firemní řízení, marketing a krizové řízení na Fakultě podnikohospodářské Vysoké školy ekonomické v Praze (získal titul Ing.).
Působil jako podnikatel a ekonom, zároveň byl od 90. let členem statutárních orgánů řady společností. Například byl jednatelem a společníkem firmy EURO cont., s.r.o.; jednatelem Obecního domu města Ústí nad Labem, s.r.o.; členem dozorčí rady a předsedou představenstva Kovárny Jiříkov a.s. či členem představenstva Energetických a dopravních staveb a.s. Dále se uvádí jako jednatel a společník ekonomických subjektů JUTTA, s.r.o.; Real de Luxe, s.r.o. a MDI GROUP s.r.o. Své podnikatelské aktivity ukončil na podzim roku 2010.
Vít Mandík je rozvedený a má jedno dítě. Žije v Ústí nad Labem, konkrétně v části Krásné Březno.

## Politické působení
V roce 2007 vstoupil do ČSSD.
V komunálních volbách v roce 2010 úspěšně kandidoval za ČSSD do Zastupitelstva města Ústí nad Labem. Zároveň byl v komunálních volbách v roce 2010 zvolen zastupitelem městského obvodu Ústí nad Labem-Neštěmice. I když kandidoval až na sedmém místě kandidátky ČSSD a nijak mu nepomohly ani preferenční hlasy, byl v listopadu 2010 zvolen primátorem statutárního města Ústí nad Labem. Po svém zvolení do funkce se vzdal mandátu zastupitele obvodu Neštěmice.
V komunálních volbách v roce 2014 obhájil za ČSSD post zastupitele města Ústí nad Labem. Vzhledem ke konečnému 3. místu pro ČSSD (11,74 % hlasů, 5 mandátů) však neobhájil pozici primátora a po ustavujícím zastupitelstvu v listopadu 2014 rezignoval i na funkci řadového zastupitele, aby si dle svých slov mohl odpočinout a vrátit se zpět do oblasti, které rozumí a kterou zná, tedy korporátní finance.

## Trestní stíhání
V dubnu 2014 zahájila policie proti Vítu Mandíkovi a dalším bývalým radním trestní stíhání pro údajné porušení povinnosti při správě cizího majetku a zneužití pravomoci úřední osoby. Obvinění souviselo s projektem vítání občánků, které pro město Ústí nad Labem organizovala společnost Darothore. Podle policie městu vznikla škoda nejméně milión korun. V březnu 2015 policie oznámila, že vyšetřování případu bylo ukončeno a že spis byl odeslán státnímu zastupitelství s návrhem na podání obžaloby. 13. ledna 2020 však Víta Mandíka a bývalého radního Josefa Macíka Ústecký krajský soud zcela zprostil obžaloby, čímž kauzu definitivně uzavřel, a potvrdil tak verdikt zprošťujícího rozsudku okresního soudu v Ústí nad Labem. „Obě výběrová řízení byla realizovaná v souladu se zákonem,“ konstatoval soudce s tím, že nebyla prokázána žádná škoda.